# بنات لالة منانة
بنات لالة منانة هو مسلسل درامي مغربي. يحكي المسلسل نظرة أربعة فتيات في سن الزواج، اللواتي يتطلعن لزوج وسيم. القصة المستوحاة من نص «بيت بيرناردا ألبا» للشاعر الإسباني فيديريكو غارثيا لوركا. المسلسل هو دراما اجتماعية تحكي مسارات مختلفة لمجموعة من النساء في حياتهن، كما تثير الأفكار المسبقة من طرف الرجل اتجاه المرأة، في الوقت الذي تبين فيه تمرد المرأة على واقعها بشكل إيجابي.

## القصة
قصة أربع نسوة أخوات يكشفن عن أسرارهن ويُبدين طموحاتهن، ويرسمن علاقتهن المتوترة بأم متسلطة وحازمة، حيث الرغبة في الحرية والبحث عن الرجل «المنقذ» في صبغة درامية اجتماعية، يتخللها طابع المزحة والفكاهة والطرفة، عبر فضاء شفشاون البديع الذي أضفت ألوان طبيعته وأسواره ولهجة سكانه، نكهة جميلة وجذابة على المسلسل.
واستطاعت بطلات المسرحية ذاتها الحفاظ على تواجدها في السلسلة المعروضة، متمثلة في كل من السعدية ازكون وسامية أقريو ونورا الصقلي والسعدية لديب إضافة إلى نادية علمي وهند السعديدي، انضافت إليها أسماء ذكورية حاضرة بقوة في المشهد الفني المغربي من قبيل ياسين أحجام وإدريس الروخ.

## التصوير
تصوير المسلسل كان عبر فضاء مدينة شفشاون البديع الذي أضفت ألوان طبيعته وأسواره ولهجة سكّانه، نكهة جميلة وجذابة على المسلسل.

## الممثلون[1]
- السعدية ازكون في دور لالة منانة (الأم)
- سامية أقريو في دور شامة
- نورا الصقلي في دور باهية
- السعدية لديب في دور رحيمو
- نادية علمي في دور ماريا
- هند السعديدي في دور السعدية
- مريم الزعيمي في دور جميلة
- ياسين أحجام في دور عماد